# AJ네트웍스
AJ네트웍스 주식회사(영어: AJ Networks)는 대한민국의 임대업이다.

## 사업
- 렌탈사업 (파렛트, IT, 건설장비)[1][2][3][4]